# Ptychadena superciliaris
Ptychadena superciliaris är en groddjursart som först beskrevs av Günther 1858.  Ptychadena superciliaris ingår i släktet Ptychadena och familjen Ptychadenidae. IUCN kategoriserar arten globalt som nära hotad. Inga underarter finns listade i Catalogue of Life.